# Licavoli-Familie
Die Licavoli-Familie (Cleveland crime family), auch bekannt als Porrello-Familie oder Mayfield Road Mob, ist eine italo-amerikanische Mafiafamilie der US-amerikanischen Cosa Nostra mit Hauptsitz in Clevelands Little Italy.

## Geschichte
Die Cleveland Crime Family fand ihren Ursprung in den frühen 1900er Jahren, als die vier Lonardo Brüder (Joe, Frank, John & Dominic), plus sieben Porrello Brüder aus Licata (Sizilien) in die Vereinigten Staaten immigrierten. Die Lonardo und Porrello Brüder gaben sich zunächst als legitime Geschäftsmänner, bis die beiden Gruppen vor der Prohibition in verschiedenen kriminellen Aktivitäten wie Raub und Erpressung tätig wurden. Zu Beginn der Prohibition, war Joseph Lonardo der Boss der Organisation. Er und seine Brüder starteten Clevelands Schwarzhandel mit Zuckermais, welcher zur Produktion von Alkohol benötigt wurde.
Im Jahr 1926 entfernten sich die Porrello Brüder (Rosario, Vincenzo, Angelo, Joseph, John, Ottavio und Raymond) von den Lonardos und bildeten eine eigene Fraktion. Sie gründeten ihren zwei Quartiere in der upper Woodland Avenue/E. 110th St. Schon 1927 eskalierten die Feindseligkeiten zwischen den Lonardos und Porrellos als die Porrellos und Lonardos bzgl. des Zuckermais-Geschäfts konkurrierten. Im Zuge der Gewalt wurde ein „Sitdown“ (Zusammensetzen) der beiden Fraktionen einberufen, um die Differenzen beizulegen. Dennoch wurden Joseph Lonardo und sein jüngerer Bruder John im Oktober 1927 von zwei Bewaffneten Tätern überrascht und ermordet. Man nahm an, dass einer der Täter Salvatore Todaro gewesen sei, der neuer Kopf der Organisation wurde und im Gegenzug im Juni 1929 von Josephs Sohn, Angelo Lonardo erschossen wurde. Dies ermöglichte Joseph Porrello als neuer Chef, die Familie zu übernehmen und er wurde der einflussreichste „Zuckermais Baron“ in der Gegend von Cleveland.
Ein Großteil der übrigen Lonardo Fraktion, wurde ab Ende 1927 bis Mitte 1928 unter der Führung von Frank Milano eine sehr einflussreiche und aufstrebende Mafiagruppierung, bekannt als Mayfield Road Mob. Diese versuchten wieder die Kontrolle über Clevelands Unterwelt zu übernehmen und das Zuckermais- sowie das Glücksspiel-Geschäft an sich zu reißen. Porello erkannte für sich die Situation nur mit Hilfe der Fünf Familien aus New York City und aus anderen Gebieten der vereinigten Staaten klärbar ist und so fand am 5. Dezember 1928 in Clevelands Statler Hotel ein wichtiges Treffen der amerikanischen Mafia statt.
Joseph Porrello und einer seiner Top-Männer Sam Tilocco, waren Gastgeber dieses Meetings, durch welches sich Porello erhoffte, offiziell zum alleinigen Boss von Cleveland gewählt zu werden. Dieses Meeting ist heute das erste bekannte „Gipfel-Treffen“ der La Cosa Nostra. Anwesend waren unter anderem auch Joe Profaci und Vincent Mangano. Schließlich endete das Treffen in einem Fiasko, da die örtliche Polizei eingriff und einige Mobster vorläufig festnahm. Ungeachtet dessen, dass das treffen durch Porello einberufen wurde, wurde er dennoch zum alleinigen Boss Clevelands erklärt.
Joseph Porrello wurde am 5. Juli 1930 zu einem Sitdown mit Frank Milano im Milano-owned Venetian Restaurant geladen. Während dieses Treffens wurden Joseph Porrello und weitere seiner untergebenen ermordet. Drei Wochen nach dem Mord an Joseph Porrello, wurde sein Bruder Vincenzo in einem Lebensmittelgeschäft in der East 110th Street/Woodland Avenue mit einem Schuss in den Hinterkopf niedergestreckt. Nach dem Bruder Raymond Porrello Rache schwor, explodierte am 15. August 1930 eine Bombe in Raymonds Haus. Allerdings war er zu dieser Zeit selbst nicht vor Ort.
Ab 1930 verdrängte Milano und sein „Mayfield Road Mob“ mit Sitz in Clevelands Little Italy, die Porellos endgültig. Im Jahr 1931 wurde Milano vom National Crime Syndicate zum neuen Chef der Cleveland crime family ernannt. Bis 1932 war Milano einer der Top-Mafosi des ganzen Landes, mit sitz in der sogenannten amerikanischen Mafia-Kommission. Am 25. Februar 1932 festigte Milano seine Position als Raymond und Rosario Porrello zusammen mit ihrem Bodyguard Dominic Gueli in einem Tabakladen der East 110th Street/Woodland Avenue, während eines Kartenspiels niedergeschossen wurden. Nach diesem Vorfall flohen die übrigen Porellos und deren Unterstützer und kehrten Clevelands Unterwelt fortan den Rücken. Milano jedoch floh im Jahr 1935 nach Mexiko, als er wegen Steuerhinterziehung angeklagt wurde.
Alfred „Al the Owl“ Polizzi, ein weiteres führendes Mitglied des Mayfield Road Mob's übernahm und regierte als neuer Boss bis 1945, da er 1944 wegen Steuerhinterziehung angeklagt wurde.
Zeitweise war auch der Collinwood Mob mit Sitz in Cleveland's South Collinwood, Teil des Mayfield Road Mobs und sie verfügten über eine ebenso lange Mafia-Geschichte wie die Mayfield Gang. Der bekannteste der Collinwood Gang war Alfred „Allie Con“ Calabrese, welcher später auch Underboss der Organisation wurde. Allie Con wurde stets gefürchtet und respektiert und man kannte ihn als aufrechten Mann, als echten Gangster.
John T. Scalish war mit Abstand der am längsten regierende Mafia-Boss aus Cleveland. Er übernahm die Kontrolle der Familie im Jahr 1944 und blieb für 32 Jahre der Chef, bis zu seinem Tod im Jahr 1976. Während dieser Zeit entwickelte die Familie gute Verbindungen zu wichtigen Unterwelt-Figuren wie Alex „Shondor“ Birns, Moe „Mr. Las Vegals“ Dalitz, Meyer Lansky und Tony Accardo. Sie wurden enge Geschäftspartner des Chicago Outfits und der Genovese-Familie und erweiterten ihren Einfluss bis in den gesamten mittleren Westen, sowie Kalifornien, Florida und Las Vegas. In den 1950er Jahren erreichte die Familie ihren Höhepunkt mit der Größe von etwa 60 „Made“-Members und mehrmals so viel assoziierte. In den 1970er Jahren begann die Familie jedoch die Familienaufnahme zu verringern, da Scalish zu dieser Zeit weniger Mitglieder einführen wollte.
Nach dem Tod von John Scalish wurde entschieden, dass James „Jack White“ Licavoli die Führung übernimmt. Licavoli arbeitete während der Prohibition, für die berüchtigte Purple Gang aus Detroit und zog dann nach später nach Cleveland, wo er nach und nach in die Reihen von Clevelands Unterwelt aufstieg. Während seiner Herrschaft gab es einen irischen Gangster namens Danny Greene, der begann mit der Mafia Clevelands zu konkurrieren. Dies führte zu einem äußerst gewalttätigen Krieg zwischen der Mafia und der Bande von Danny Greene, in welchen fast 40 Autobomben in Cleveland explodierten. Greene wurde in diesen Auseinandersetzungen von dem einflussreichen und eigentlich assoziierten der Licavoli-Familie, John Nardi unterstützt. Nardi wurde am 17. Mai 1977 durch eine Autobombe auf dem Parkplatz von Clevelands „Teamster Hall“ getötet. Nach acht gescheiterten Versuchen Greene zu ermorden, besorgte sich Licavoli Hilfe von außerhalb. Für den Mord an Danny Greene beauftragten Licavoli und Unterboss Angelo Lonardo im Jahr 1977 Ray Ferritto, einen assoziierten der Dragna-Familie (Los Angeles Crime Family). Sie erfuhren von einem geplanten Zahnarzttermin und während Greene im Inneren des Gebäudes war, platzierten Ferritto und Licavoli-Soldat Ronald Carabbia eine Bombe in einem Auto und parkten dieses, neben dem Auto von Greene. Als Freen heraus kam und seine Autotür öffnen wollte, zündete Carabbia per Fernzünder die Bombe im nebengeparkten Auto und Greene starb sofort. Ebenso ermordete Ferritto auch Greenes rechte Hand Bill McDuffee.
Ferritto hörte später, dass die Familie seinen Tod wolle, so dass er gegen Schutz einen „Deal“ mit den Behörden einging. Daraufhin wurden viele der Mafiosi in Cleveland (darunter auch Licavoli) für eine Vielzahl an Straftaten verurteilt. Nach dem Licavoli 1981 für den Mord an Danny Greene ins Gefängnis ging, übernahm Angelo Lonardo als Acting Boss die führung der Familie. Er leitete die Familie, bis er 1983 für die Gründung eines Drogenrings zu lebenslanger Haft verurteilt und schließlich ein Informant wurde. Bis zu diesem Zeitpunkt war er ein Informant mit dem höchsten Rang aus den Kreisen der Mafia. Er berichtete auch über Details von mächtigen Mafiosi aus zahlreichen anderen Familien und verursachte schweren Schaden an der Infrastruktur der Mafia im ganzen Land. Diese Ereignisse wurden 2011 in „Bulletproof Gangster“ verfilmt.

## Historische Führung

### Oberhaupt der Familie
Nicht immer ist das Oberhaupt einer Familie so eindeutig zu identifizieren; insbesondere, wenn durch eine Haftstrafe ein anderes Familienmitglied in den Vordergrund rückt. Die Betrachtung von außen macht es nicht immer einfach, ein neues Oberhaupt als solches zu erkennen bzw. dessen genaue Amtszeit festzustellen. Außerdem scheint sich gewissermaßen ein Präsidialsystem durchzusetzen; d. h. das Oberhaupt verlagert seine Macht mehr auf einen sogenannten „acting boss“ und/oder „street boss“, die ihrerseits wiederum das Oberhaupt als solches weiter anerkennen, auch wenn es zum Beispiel in Haft sitzen sollte.
| Zeitraum   | Name                 | Spitzname  | Lebenszeit | Todesursache                | Anmerkung                  |
| ---------- | -------------------- | ---------- | ---------- | --------------------------- | -------------------------- |
| 1920–1927  | Joseph Lonardo       | Big Joe    | 1884–1927  | 1927 ermordet               | Vater von Angelo Lonardo   |
| 1927–1929  | Salvatore Todaro     | Black Sam  | ????–1929  | am 11. Jun. 1929 erschossen | Täter: Angelo Lonardo      |
| 1929–1930  | Joseph Porrello      | Big Joe    | ????–1930  | am 5. Jul. 1930 ermordet    | Auftraggeber: Frank Milano |
| 1930–1935  | Frank Milano         | Ciccio     | 1891–1970  | natürlicher Tod             | floh 1935 nach Mexiko      |
| 1935–1945  | Alfred Polizzi       | Al the Owl | 1900–1975  | natürlicher Tod             | 1944 inhaftiert            |
| 1945–1976  | John T. Scalish      | Johnny     | 1912–1976  | starb während einer Herz-OP |                            |
| 1976–1985  | James Licavoli       | Jack White | 1904–1985  | Herzinfarkt                 | 1981–1985 inhaftiert       |
| 1985–1991  | John Tronolone       | Peanuts    | 1910–1991  | natürlicher Tod             |                            |
| 1993–2005  | Joseph Iacobacci     | Joe Loose  | ????-heute |                             | zurückgetreten             |
| 2005-heute | Russell J. Papalardo | R.J.       | 1941-heute |                             |                            |

Acting Boss
- 1944–1945: John T. Scalish ; Spitzname: „Johnny“ ; *1912–1976 ; wurde 1945 Boss
- 1981–1983: Angelo Lonardo ; Spitzname: „Big Ange“ ; *1911–2006 ; wurde 1983 Informant / Sohn von Joseph Lonardo
- 1983–1985: John Tronolone ; Spitzname: „Peanuts“ ; *1910–1991 ; wurde 1985 Boss
- 1991–1993: Anthony Dominic Liberatore ; Spitzname: „Tony Lib“ ; *1921–1998 ; 1993–1998 inhaftiert

### Underboss der Familie
Der Underboss ist die Nummer zwei in der Verbrecher-Familie, er ist der stellvertretende Direktor des Syndikats. Er sammelt Informationen für den Boss, gibt Befehle und Instruktionen an die Untergebenen weiter. In Abwesenheit des Bosses führt er die Organisation an.
| Zeitraum  | Name                       | Spitzname | Lebenszeit | Todesursache                         | Anmerkung                                |
| --------- | -------------------------- | --------- | ---------- | ------------------------------------ | ---------------------------------------- |
| 1930–1976 | Anthony Milano             | Tony      | 1888–1978  | natürlicher Tod                      | zurückgetreten / Bruder von Frank Milano |
| 1976–1976 | Leonard Calogero Moceri    | Leo Lips  | 1900–1976  | wurde 1976 Opfer einer Lupara bianca |                                          |
| 1976–1983 | Angelo Lonardo             | Big Ange  | 1911–2006  | natürlicher Tod                      | wurde 1981 Acting Boss                   |
| 1983–1985 | John Tronolone             | Peanuts   | 1910–1991  | natürlicher Tod                      | zeitgleich 1983–1985 Acting Boss         |
| 1985–1993 | Anthony Dominic Liberatore | Tony Lib  | 1921–1998  | natürlicher Tod                      | wurde 1991 Acting Boss                   |
| 1993–1995 | Alfred Calabrese           | Allie Con |            |                                      | 1995 inhaftiert                          |
| 1995–2005 | Russell J. Papalardo       | R.J.      | 1941-heute |                                      | wurde 2005 Boss                          |

### Consigliere der Familie
Auf derselben Ebene wie der Underboss steht der Consigliere, der Berater der kriminellen Familie. Es handelt sich meist um ein älteres Mitglied der Familie, das in seiner kriminellen Karriere die Stellung des Bosses nicht erreicht und sich nun teilweise von der aktiven kriminellen Tätigkeit zurückgezogen hat. Er berät den Boss und den Underboss und hat dadurch einen beträchtlichen Einfluss und erhebliche Macht.
| Zeitraum  | Name              | Spitzname | Lebenszeit | Todesursache    | Anmerkung            |
| --------- | ----------------- | --------- | ---------- | --------------- | -------------------- |
| 1930–1972 | Giovanni DeMarco  | John      | 1913–1972  | natürlicher Tod |                      |
| 1972–1973 | Frank Brancato    | Frankie B | 1897–1973  |                 |                      |
| 1973–1977 | Anthony Delsanter | Tony Dope | 1911–1977  | natürlicher Tod |                      |
| 1977–1983 | John Tronolone    | Peanuts   | 1910–1991  | natürlicher Tod | wurde 1983 Underboss |

## Filme und Dokumentationen
- 2011: Bulletproof Gangster (OT: Kill the Irishman); Film über Danny Greene und dessen Konflikte mit u. a. der Mafia in Cleveland, bzw. der Licavoli-Familie und der Gambino-Familie aus New York.